# (5812) Jayewinkler
(5812) Jayewinkler est un astéroïde de la ceinture principale.

## Description
(5812) Jayewinkler est un astéroïde de la ceinture principale. Il fut découvert le 11 août 1988 à Siding Spring par Andrew J. Noymer. Il présente une orbite caractérisée par un demi-grand axe de 2,60 UA, une excentricité de 0,12 et une inclinaison de 14,6° par rapport à l'écliptique.

## Compléments